# Фримонт (Северна Каролина)
Фримонт (енгл. Fremont) град је у америчкој савезној држави Северна Каролина.

## Демографија
По попису из 2010. године број становника је 1.255, што је 208 (-14,2%) становника мање него 2000. године.
| Група             | 2000.       | 2010.       |
| Белци             | 667 (45,6%) | 587 (46,8%) |
| Афроамериканци    | 742 (50,7%) | 589 (46,9%) |
| Азијати           | 5 (0,3%)    | 3 (0,2%)    |
| Хиспаноамериканци | 39 (2,7%)   | 44 (3,5%)   |
| Укупно            | 1.463       | 1.255       |